# Dirk Brouwer
Pour les articles homonymes, voir Brouwer.
Dirk Brouwer (11 septembre 1902-31 janvier 1966) est un astronome américain d'origine néerlandaise.

## Biographie
Il reçoit son Ph.D. de l'université de Leyde puis travaille à l'université Yale. De 1941 à 1966 il est l'éditeur de The Astronomical Journal.
On lui doit le calcul de la masse de Titan alors qu'il est encore étudiant.
Brouwer est un spécialiste de la mécanique céleste. Il travaille sur la théorie de l'intégration appliquée aux calculs d'orbites, son travail sur la propagation d'erreur reste longtemps un classique du genre. Brouwer étudie longuement les orbites des satellites, y compris la Lune. Vers la fin de sa carrière, il étudie aussi les satellites artificiels. En 1951, il est un des premiers à utiliser la puissance des ordinateurs modernes pour le calcul d'orbite et il publie avec W. J. Eckert (en) the Coordinates of the Five outer Planets, 1653-2060. Il écrit aussi Methods of Celestial Mechanics en 1960 avec Gerald Maurice Clemence.

## Distinctions et récompenses
- Médaille d'or de la Royal Astronomical Society en 1955,
- médaille Bruce en 1966,
- l'astéroïde (1746) Brouwer porte son nom,
- ainsi qu'un cratère sur la Lune (conjointement avec le mathématicien Luitzen Egbertus Jan Brouwer),
- Brouwer Award (en) de la division d'astronomie dynamique de l'American Astronomical Society.